# Morski prašiček
Morski prašiček (znanstveno ime Cavia porcellus) kljub imenu ne spada med prašiče. Rod Cavia obsega več kot 20 vrst vendar je najpogostejša vrsta, ki jo poznamo Cavia porcellus – navadni morski prašiček.
Morski prašiček je majhna, okrogla žival s kratkimi tačkicami, ki je v prejšnjem stoletju na žalost postala prispodoba laboratorijske poskusne živali in pa tudi vir šal vseh vrst. V zadnjem času pa je postala tudi priljubljena domača žival, zlasti v razvitih državah zahodnega sveta, še posebej zaradi lahke oskrbe in dokaj kratke življenjske dobe. 

## Etimologija
Porcellus pomeni v latinščini majhen prašiček.
Ime morski prašiček je v slovenščino prišlo iz nemškega imena Meerschweinchen, ki je bilo tudi vir imena v mnogih drugih evropskih jezikih. V angleščini se morski prašiček imenuje guinea pig, v večini romanskih jezikov pa njegovo ime pomeni indijski prašiček. Izvor nemškega in s tem tudi našega imena je jasen, prašički so k nam prišli po morju, torej gre pravzaprav za »zamorske ali prekmorske« prašičke, podobnost z majhnim prašičkom pa je, razen seveda razlike v velikosti, očitna – okrogel je kot prašiček, požrešen je kot prašiček, pa tudi kruli in cvili podobno. V angleščini pa se imenuje tako (gvinejski prašiček), ker so jih v tistem času prodajali na tržnicah po eno gvinejo (star angleški denar).

## Zgodovina
Udomačen je bil že leta 2000 pr. n. št. za hrano Inkom (Andi, Južna Amerika – južno od Kolumbije in Venezuele). V divjini živeči sorodniki morskega prašička se zadržujejo na travnikih (travnih stepah oz. pampah), robovih gozdov, v močvirjih in na skalnih krajih. Morski prašiček je ena izmed prvih udomačenih živali. Arheologi so jih našli poleg mumij v inkovskih grobovih. Inki in druga indijanska plemena so udomačene morske prašičke uporabljali kot domače živali, za hrano in kot žrtveno žival pri verskih obredih.
Obstajata dve razlagi kako in kdaj so morski prašički prišli v Evropo. Po eni teoriji so jih prinesli Nizozemski mornarji okoli leta 1500, po drugi pa so se morski prašički pojavili okoli leta 1550, prinesli naj bi jih Španci. V severno Ameriko pa je prašiček prišel preko Evrope okoli leta 1770 kot prestižna domača žival. Že leta 1554 je to žival v eni izmed svojih knjig opisal znameniti švicarski naravoslovec Conrad Gessner. Ustanovitelja mikrobiologije, Nemec Robert Koch in Francoz Louis Pasteur sta jih uporabljala pri svojih raziskavah tuberkuloze in davice, njunemu zgledu pa so sledili tudi drugi. V zadnjem času pa so morske prašičke kot laboratorijske živali pretežno nadomestile bele miši in podgane, ki se veliko hitreje razmnožujejo kot morski prašički. Morski prašiček pa ima kot poskusna žival eno »prednost« pred drugimi, tako kot človek tudi prašiček ne more tvoriti svojega lastnega vitamina C.

## Klasifikacija
Morski prašiček je majhna žival, ki sodi v razred sesalcev. Do nedavnega je zanj veljalo, da sodi v red glodavcev, kar pa se je po raziskavah njihove genske zasnove v zadnjih letih izkazalo za netočno. Po genskem zapisu ni morski prašiček nič bolj v sorodu z npr. mišjo, ki je glodavec, kot je s človekom, ki je primat. Po zadnjih raziskavah domnevajo, da verjetno ne sodi v nobenega izmed obstoječih rodov, ampak vse kaže da tvori svoj lasten rod.

## Zgradba telesa
Odrasel morski prašiček meri običajno okoli 20 cm v dolžino. Tehta od 600 do 1800 gramov, odvisno od spola in pasme. Ima čokato telo in relativno kratke noge. Glede na telo ima dokaj veliko glavo s sploščenim nosom in na njej majhna, slabo odlakana ušesa. Temne oči so ob strani glave, kar mu daje širok zorni kot. V čeljusti ima spredaj dva para sekalcev, v zadnjem delu pa na vsaki strani po štiri pare kočnikov. Zobje mu rastejo skozi celo življenje. Na sprednjih tačkah ima po štiri prste in na zadnjih po tri, končajo se z ostrimi krempeljci. Repek je dolg le 1,5 cm in povlečen v zadek. Morski prašički običajno živijo pet do šest let, nekateri pa lahko v ugodnih razmerah doživijo tudi do deset ali celo dvanajst let.
Ena izmed bolj znanih posebnosti morskega prašička je, da tako kot človek, tudi prašiček ne more tvoriti svojega lastnega vitamina C, kar pomeni, da mora uživati hrano bogato z vitaminom C, sicer, tako kot človek, zboli za skorbutom.

## Razmnoževanje
Če so zunanje razmere ugodne, se morski prašički razmnožujejo skozi vse leto. Brejost samice traja nenavadno dolgo glede na velikost živali in sicer od 59 do 72 dni. Zaradi tega so mladiči, ko se skotijo, že popolnoma razviti. Običajno samica skoti od 2 do 5 mladih (redkeje tudi od 1–8). Če kotitev poteka brez težav, mladički prihajajo v razmiku nekaj minut, vsega je konec v 15–30 minutah – odvisno od števila mladičkov. Samica vsakega posebej očisti ter pojé posteljico in membrano v kateri je bil zavit. 
Ker ima samica le dva seska, s katerima mora navadno prehraniti več kot dva mladiča, je jasen biološki pomen dolge brejosti. Mladički se dojijo do tri tedne, že takoj po rojstvu pa lahko jedo trdno hrano. Samica zopet stopi v plodno obdobje, takoj ko skoti. Če je takoj (nekaj ur) po kotitvi prisoten tudi samec, samica po navadi takoj zopet zanosi. Plodna obdobja se ponavljajo na 14–21 dni.
Samičke dosežejo spolno zrelost v štirih do šestih tednih, samčki pa v treh do štirih tednih, zato jih je pri starosti 21 dni treba ločiti od matere in sester.
Ker se mladički skotijo veliki in razviti, kotitev predstavlja precejšnje tveganje za samice. Smrtnost je kar 20 %. Do težav lahko še pride, če je samica ob prvi kotitvi starejša od 6–9 mesecev, saj se samicam ob tej starosti zarastejo sramne kosti. Druge težave pri brejosti in kotitvi vključujejo še toksemijo, hipokalcemijo in prolaps maternice. Težave so hujše, če je samica breja brez predaha.
Nekaj dni pred kotitvijo pa moramo samca ločiti od samice saj samci lahko poteptajo mladiče.

## Morski prašiček kot divja žival
Morski prašiček je socialna žival. Njihovi sorodniki v divjini živijo v majhnih skupinah, skupino vodi alfa samec, ki se tudi edini pari z vsemi samicami v tropu. Kot je to običajno pri mnogih črednih živalih, mladi samci zapustijo skupino takoj, ko dosežejo spolno zrelost in poskušajo najti svoj lastni trop. Če so v skupini same samice, prevzame vodstvo najmočnejša med njimi.
V divjini, v Ameriki morske prešičke lovijo.
Divji sorodniki morskih prašičkov so na dnu prehrambene verige. Zahvaljujoč izvrstnemu sluhu, vohu in dobrim refleksom pa imajo vseeno veliko možnosti za preživetje. Po svojem teritoriju si izdelajo »labirint« dobro utrjenih stezic med visoko travo, po katerih lahko naglo švignejo na varno pred morebitnim sovražnikom.

## Morski prašiček kot domača žival
Splošnemu prepričanju navkljub, morski prašički potrebujejo veliko gibanja in skrbi za to, da ostanejo zdravi. Priporoča se redno spuščanje iz kletke. So tudi izrazito družabne živali, zato za optimalni razvoj in počutje potrebujejo družbo pripadnikov svoje vrste. Brez nje so pogosto zdolgočaseni, osamljeni, depresivni in se ne gibljejo dovolj. Družbo kuncev se odsvetuje zaradi možnosti prenosa nekaterih bolezni, na katere morski prašički niso odporni, zaradi možnosti hudih telesnih poškodb in zaradi različnih prehrambenih ter socialnih potreb.
Če imamo morskega prašička doma, za to potrebujemo kletko večjih mer (vsaj 75x90cm, za dva morska prašička še več), ki ne sme imeti mrežastega dna. Kletko napolnimo s steljo, ki je lahko žaganje (ne sme biti iz bora ali cedre) ali razni namenski briketi. V ljubiteljskih krogih je priljubljena tudi metoda z brisačami in flisom. Kletko je treba čistiti vsaj na štiri dni, ker amonijak iz razpadajočega urina draži dihala morskega prašička. Kletka ne sme nikoli smrdeti. Neprimerna stelja so časopis, koruzni kosmiči in slama, zato ker slabo absorbirajo tekočino in vonjave, ter radi splesnijo, slednje pa je lahko za morskega prašička usodno.
V kletki potrebuje tudi eno do dve malo težji posodici za hrano in napajalnik ali posodo za vodo. Potrebuje tudi nekaj v kar se lahko zateče po občutek varnosti, saj so morski prašički zelo plašne živali.
Ker v naravi živijo na tleh in ne plezajo, zelo slabo prenašajo padce iz katerekoli višine, ter grobo prijemanje. Iz tega razloga niso primerni za majhne otroke.

### Prehrana
Morski prašiček je izrazit vegetarijanec. Osnovo njegove prehrane sestavljajo seno, sveža listnata zelenjava in briketi na osnovi trave ali sena. Ob tem obvezno potrebuje tudi svežo vodo. Od zelenjave so primerne vse vrste solate (razen ledenke), radič, blitva, paprika, regrat, peteršilj, korenje, paradižnik, itd, pa tudi sveža trava in zeli. Sadje ne sme biti na jedilniku prepogosto, ker vsebuje veliko sladkorja. Prav tako je potrebna previdnost pri zelenjavi iz družine križnic (tj. zelje, brokoli, ohrovt) saj lahko povzroči napihnjenost. Semena in oreški niso primerna prehrana saj vsebujejo preveč maščob in beljakovin ter premalo vlaknin. Če so semena še v luščinah, pa se morski prašiček lahko na njih celo zaduši.

### Vedenje
Morski prašički so izjemno plašne živali, ki pogosto ob nenadnih zvokih ali premikih zbežijo v zavetje ali »zamrznejo« na mestu. Ko so veseli, poskakujejo na poseben način (skočijo v zrak, obrnejo glavo, skočijo v drugo smer, brcnejo z zadnjimi nogami...). V splošnem so, ko ne spijo, zelo aktivne in radovedne živali. Letargija in neješčnost sta lahko znak, da je morski prašiček bolan. Ravno tako so znaki bolezni ali bolečine čepenje v kotu in nasršena dlaka.
Kot veliko drugih živali, se tudi morski prašički čistijo in negujejo sami. Iz oči izločijo mlečno belo tekočino, ki jo nato s sprednjimi tačkami raznesejo po glavi in telesu. Negujejo se tudi med seboj, vendar se s tem bolj kot socialne vezi vzpostavlja dominanca. Ta se vzpostavlja tudi z grizenjem, naskakovanjem (tudi med samicami), sunki z glavo ter raznimi zvoki.
Zvoki so tudi glavni način komunikacije med pripadniki iste vrste. Nekateri zvoki so: piskanje (ali žvižganje), predenje, brbotanje, šklepetanje z zobmi, cviljenje. redko cvikanje in kratki žvižgi.

### Nega
Morskim prašičkom je treba vsaj enkrat mesečno pristriči kremplje na vseh štirih tačkah. Kopanje in česanje pri kratkodlakih pasmah ni nujno potrebno. Glede na dolžino dlake in probleme, ki nam jih le-ta lahko povzroča, pa lahko morske prašičke tudi strižemo.

### Zdravje
Najpogostejše zdravstvene težave so vnetja dihalnih poti, sečni kamni, skorbut (pomanjkanje vitamina C), driska, abscesi (v vratu in grlu), težave z zobmi, težave s srcem, ciste na jajčnikih (pri samicah), zamašitev perianalne mošnje (pri samcih) ter razne okužbe z garjami, ušmi in drugimi paraziti.
Ker so morski prašički v naravi plen, poskušajo zakriti vsak znak šibkosti in bolezni, zato je  pomembno, da smo pozorni na vsako spremembo v vedenju. Nekateri opozorilni znaki so (poleg neješčnosti, ždenja v kotu in nasršene dlake): dlaka brez leska, izpadanje dlake, prekomerno praskanje, vdrte oči, izbuljene oči, izcedek iz nosu ali oči, t. i. zaspančki, težko dihanje, dihanje z zvoki klikanja, ukanje (kot sova ali golob), slinjenje, driska, v kepe zlepljeni iztrebki, iztrebki v obliki solze, odsotnost iztrebkov, kri v urinu, pesek v urinu, smrdeč urin, okorno premikanje, občutljivost na dotik, prekomerno pitje vode, prekomerno spanje, itd.   
Zelo koristno je tedensko tehtanje, saj je padec teže pogosto prvi pokazatelj, da je z živaljo nekaj narobe. Veterinarsko pomoč je treba poiskati čim prej, saj zaradi njihove telesne teže in metabolizma bolezni napredujejo zelo hitro.
Še ena posebnost morskih prašičkov je, da so preobčutljivi na veliko antibiotikov, vključno s penicilinom, ker jim porušijo črevesno floro. Posledica tega pa je lahko huda driska, zastoj prebave in smrt.

### Pasme
Obstaja veliko različnih pasem morskih prašičkov, med seboj se ločijo delno po velikosti, predvsem pa po dolžini, strukturi in barvi krzna. Ločimo jih na kratkodlake in dolgodlake pasme ter na prašičke z ravno, gladko položeno dlako, skodrano ali vrtinčasto raščeno dlako.
Od pasme je odvisna tudi nega, ki jo morski prašiček potrebuje.

#### Kratkodlaki
So najmanj zahtevni glede česanja in umivanja dlake, primerni za vsakega, ki se ne bo posvečal njegovemu izgledu.

#### Dolgodlaki
Ko je dlaka predolga, jo moramo pristriči, tudi zato, ker se rada zlepi. Lahko jih češemo, vendar ne prepogosto, da ne pride do razdraženosti kože. Če je to potrebno, jih lahko umivamo s šamponom, vendar človeški šamponi (tudi tisti za otroke ne) in mila niso primerni, ker ima njihova koža drugačno kislost, človeški šamponi pa jim s kože izperejo tudi zaščitno plast maščobe ter jo izsušijo.

#### Kodrasti
Imajo kodrasto dlako, zaradi česar jih je težavno česati.

#### Goli
Ker nimajo dlake, so bolj občutljivi na spremembe temperature. Ne smemo jih izpostavljati neposredni sončni svetlobi in prepihu. Poskrbeti moramo tudi za to, da imajo dovolj mehko steljo.